# Јелица Курјак
Јелица Курјак (рус. Елица Курьяк; Београд, 1952) српски је дипломата. Од 2008. до 2012. године је била амбасадор Републике Србије у Руској Федерацији.
Живи у Москви. Говори руски и енглески језик.
Од 2022. године је чланица покрета Србија центар.